# 铃木章
铃木章（日语：／ Suzuki Akira ?，1930年9月12日—），日本化学家，北海道大学退休教授、名譽教授，铃木反应的发现者。文化勳章表彰。文化功勞者。
因有關「有机合成中的鈀催化交叉偶联反应」的突出贡献，鈴木教授與理查德·赫克、根岸英一共同獲得2010年诺贝尔化学奖。

## 早年生活與教育
日本北海道膽振綜合振興局管内鵡川町出身。大學時代偶然讀到Louis Fieser的《有機化學手冊》（Textbook of Organic Chemistry）與赫尔伯特·布朗的《硼氫化》（Hydroboration）之後受到啟發，從數學轉攻化學，並自北海道大学（北大）化學系畢業，1960年以博士论文《氢化菲衍生物的合成》（ヒドロフェナンスレン誘導体の合成）获北大理学博士学位。
1961年，鈴木成为北大工学部助理教授，1973年升為教授。1963年起三年間，鈴木在美国普渡大学的赫尔伯特·布朗教授的指导下，从事有機硼化合物的研究。这为他日后发现鈴木反应墊下基礎。

## 職業生涯
1970年代，鈴木章在北大鑽研偶联反应，发现了卤代烃与有机硼化合物在钯催化下发生的偶联反应「铃木反应」，並於1979年正式發表。铃木反应用途極廣，推動了抗癌药物、爱滋病治疗药物、液晶制造、有機合成化学与材料科学的重大進步。他主張，铃木反应是自己在國立大學、運用國家資金所取得的成果，因此拒絕註冊個人專利。得益於此，偶联反应加速實用化，數十年來造福無數人群。
1994年，結束在北大理学部兩年半、工学部三十二年半的工作後，鈴木從北大退休（轉任名譽教授）。迄2002年，他陸續於冈山理科大学、倉敷藝術科學大學任教。2009年後，他與根岸英一在國立臺灣大學授課一個月。
2010年10月6日，鈴木因此与理查德·赫克、根岸英一共享当年的诺贝尔化学奖。
為慶祝聯合國教科文組織（UNESCO）明定之「2011年國際化學年」，鈴木章作為化學家代表獲UNESCO官刊《教科文组织信使》專訪，並集成專文〈致年轻化学家的信〉（"Letter to a young chemist"）傳閱全球。

## 榮譽

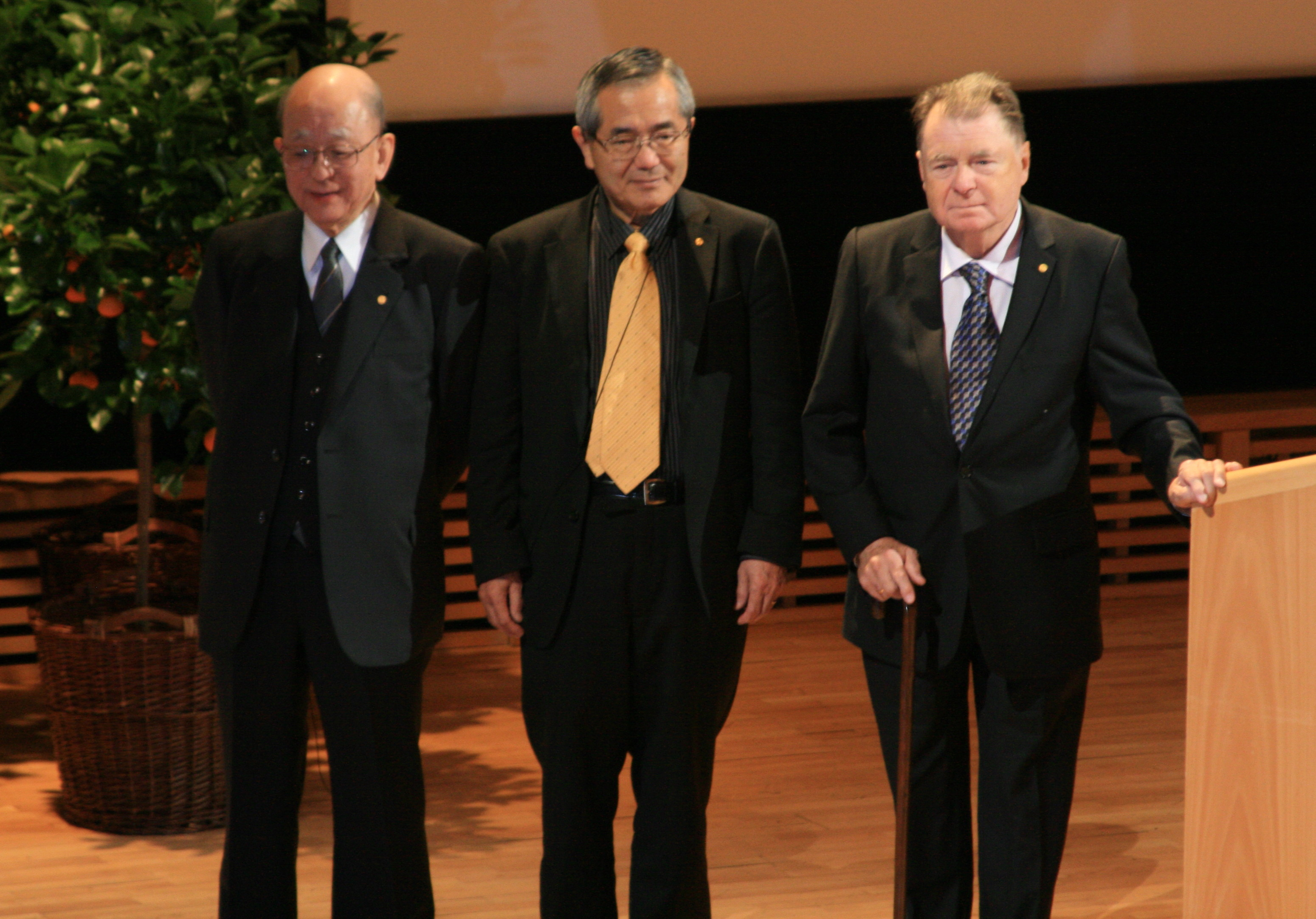
左起：鈴木章、根岸英一、理查德·赫克（2010年）

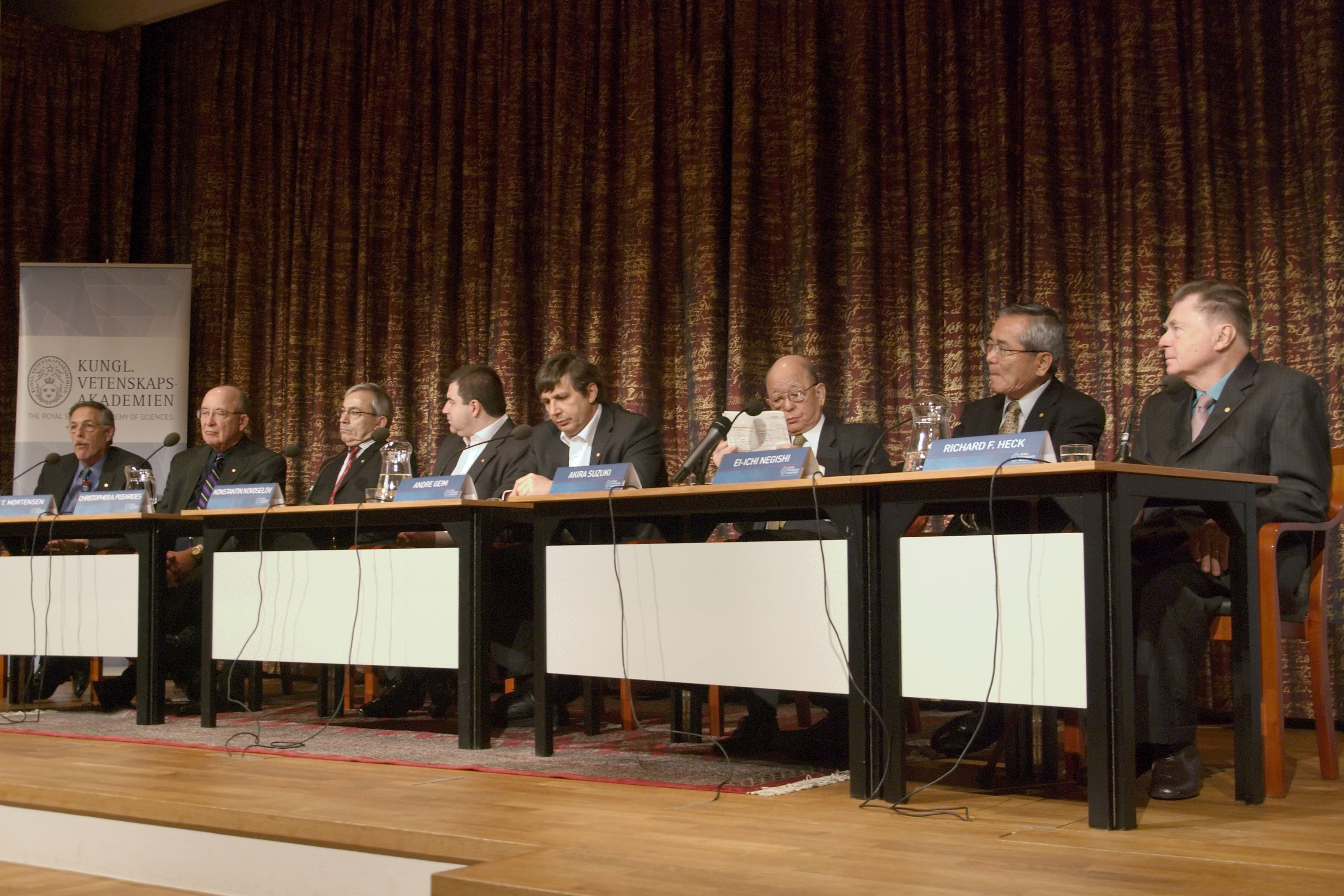
左起：彼得·戴蒙德、戴尔·莫滕森、克里斯托弗·皮萨里德斯、康斯坦丁·诺沃肖洛夫、安德烈·海姆、鈴木章、根岸英一以及理查德·赫克，2010年諾貝爾獎得主在瑞典皇家科學院召開記者會

小行星 87312 Akirasuzuki 以鈴木教授的名字命名。
- 1986年 -
- 1987年 - 韓国化学会功劳奖
- 1989年 - 日本化学会奖
- 1995年 -
- 2000年 -
- 2003年 - 有機合成化学協会特別奖
- 2004年 - 日本学士院奖（对钯催化的新有機合成反应的研究）
- 2009年 - 英國皇家化學學會特別會士
- 2009年 - Paul Karrer Gold Medal（英语：Paul Karrer Gold Medal）（繼中西香爾之後、日本第二人）
- 2010年 - 诺贝尔化学奖[8]（对有機合成中钯催化偶联反应的研究）
- 2010年 - 文化功勞者
- 2010年 - 文化勳章
- 2010年 - 北海道功勞獎別獎
- 2010年 - 鵡川町特別名譽町民[9]
- 2010年 - 鵡川町特別功勞獎
- 2010年 - 江別市特別榮譽獎
- 2011年 - 日本學士院會員
- 2012年 - 英國皇家化學學會榮譽會士[10]
- 2016年 - 首位國立成功大學榮譽講座（honorary chair professorship）[11]

## 發言
2010年10月6日獲得諾貝爾化學獎當天，鈴木章步出自宅玄關遭遇記者，「Unbelievable」隨即脫口而出。
内閣大臣蓮舫曾於2009年發言稱「（日本科學）非得追求第一嗎？當第二名不行嗎？」。對此，鈴木章嚴厲批評「這是不懂科學技術的人所說的話」「研究必須以第一為訓，如何能是第二？簡直是愚蠢之問！」。
2010年12月8日，鈴木章在斯德哥爾摩大學的紀念講座表示，如今被使用於抗高血壓藥物的鈴木反應沒有註冊專利，「請大家放心使用」。

## 外部連結
- （中文）铃木 章　Akira Suzuki （页面存档备份，存于）
- （日語）会員個人情報|日本学士院 （页面存档备份，存于）
- （日語）名誉教授 鈴木章氏に日本学士院賞 （页面存档备份，存于） - 北海道大学『北大時報』
- （日語）世界の化学者データベース （页面存档备份，存于）
- （日語）鈴木カップリング（1）
- （日語）鈴木カップリング（2）
- （英文）The Nobel Prize in Chemistry 2010 （页面存档备份，存于）